# Draga (Rumunia)
Draga – wieś w Rumunii, w okręgu Bistrița-Năsăud, w gminie Silivașu de Câmpie. W 2011 roku liczyła 44 mieszkańców.